# Sydjysk Sparekasse
Sydjysk  Sparekasse, tidligere Frøs Herreds Sparekasse, er en dansk sparekasse oprettet i 1872 med hovedsæde i Rødding.
Sparekassen har afdelinger fordelt over Syd- og Sønderjylland.
I august 2023 aftalte Frøs Sparekasse og Broager Sparekasse at fusionere. Sammenslutningen får navnet Sydjysk Sparekasse. Fusionen skal dog godkendes af begge sparekassers repræsentantskaber i september for at kunne træde i kraft.